# Catacombe de Balbina
La catacombe de Balbina est une catacombe de Rome, située entre l'ancienne Via Appia et la Via Ardeatina, dans le quartier moderne d'Ardeatino. 

## Contexte
C'est l'une des zones funéraires de ce que les archéologues ont appelé le complexe callistique, entre l'ancienne Via Appia, la Via Ardeatina et la ruelle des Sept Églises, qui comprennent la catacombe de Saint-Calixte (avec toutes ses diverses zones funéraires), la catacombe de Santa Sotere, la catacombe de Santi Marco et Marcelliano et la catacombe de Balbina.
Celle-ci est mentionnée dans certaines sources anciennes, à savoir :
- le Depositio episcoporum, qui mentionne l'inhumation du pape Marc (Jan.-Oct. 336) ;
- l'Index coemeteriorum vetus, qui parle d'un cymiterium Balbinae ad sanctum Marcum ;
- et deux inscriptions épigraphiques, en particulier celle d'une nommée Sabine, qui a fait placer sa propre tombe dans une nouvelle galerie de la catacombe de Balbina (in cymiteriu Balbinae in cripta noba).

Ces indications nous informent donc du double nom de la nécropole : le premier en référence au propriétaire terrien (Balbina) dans lequel la catacombe a été creusée ; la seconde est la référence à l'une des personnalités qui y a été ensevelie, le pape Marc. En outre, on se souvient de la basilique construite à l'étage supérieur par ce pape. Malgré ces sources, l'identification de la catacombe de Balbina est encore incertaine.

## Découverte
Le 3 septembre 1991, une découverte exceptionnelle a été faite, d'une manière tout à fait fortuite. Dans un champ cultivé, au milieu des herbes, le salésien Tarcisio Gazzola a découvert des traces qui ont clairement fait apparaître le plan d'une basilique circulaire (typique de l'ère constantinienne) de 66 mètres de long et 27 de large, bientôt identifiée avec la basilique construite par le pape Marc à laquelle font référence les sources mentionnées ci-dessus. Des fouilles archéologiques entreprises dans cette zone et dans son environnement souterrain permettront peut-être d'éclairer et de clarifier la topographie de la catacombe de Balbina.